# Eperhuis
Het Eperhuis of Dorpshof is een grote hoeve met binnenplaats in de buurtschap Plaat ten zuiden van Epen in de Nederlands provincie Limburg. Het gebouw stamt uit de 18e eeuw, maar er heeft in de middeleeuwen waarschijnlijk een kasteel of woontoren gestaan. Thans resteert alleen de hoeve die gezien wordt als de hoeve van het verdwenen kasteel.
De tegenwoordige hoeve heeft drie vleugels rond een langgerekte binnenplaats die naar het noorden geopend is. De vakwerkschuren en stallen waar het complex uit bestaat zijn gebouwd op een breukstenen onderbouw. Het herenhuis is opgetrokken uit baksteen. Het gehele complex stamt uit het midden van de 18e eeuw, maar het herenhuis is in oorsprong veel ouder. Vanaf het binnenhof kan men via een stenen boogbrug op een verhoogd plateau komen van gemetseld natuursteen. Dit natuursteen is Epener kiezelsteen en heeft een oppervlakte van ongeveer elf bij twaalf meter. Dit plateau is vermoedelijk een restant van de uit de 13e eeuw stammende kasteel of woontoren op deze plek. Thans staat op dit plateau een vakwerkschuurtje uit 1840.
Het Eperhuis is een rijksmonument.
Ten noorden van het Eperhuis stroomt de Dorphoflossing.

## Geschiedenis
Het gehucht Plaat lijkt historisch te zijn ontstaan rond de Dorpshof.
In 1289 werd het oorspronkelijk kasteel door Hertog Jan I van Brabant geschonken aan de heer van Wittem: Arnold I van Julemont.
In de 17e en 18e eeuw woonde de drost van Wittem in het huis.

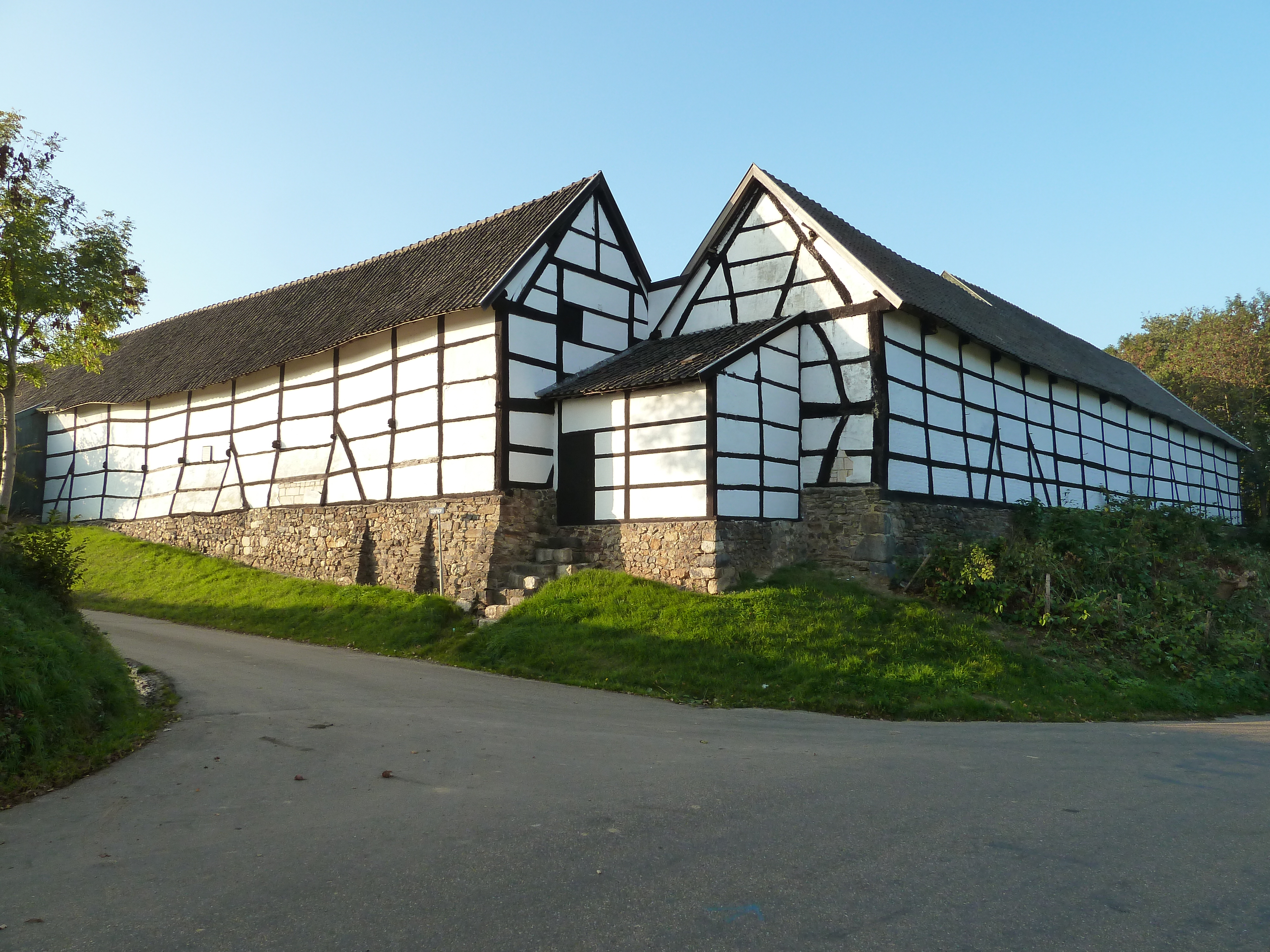
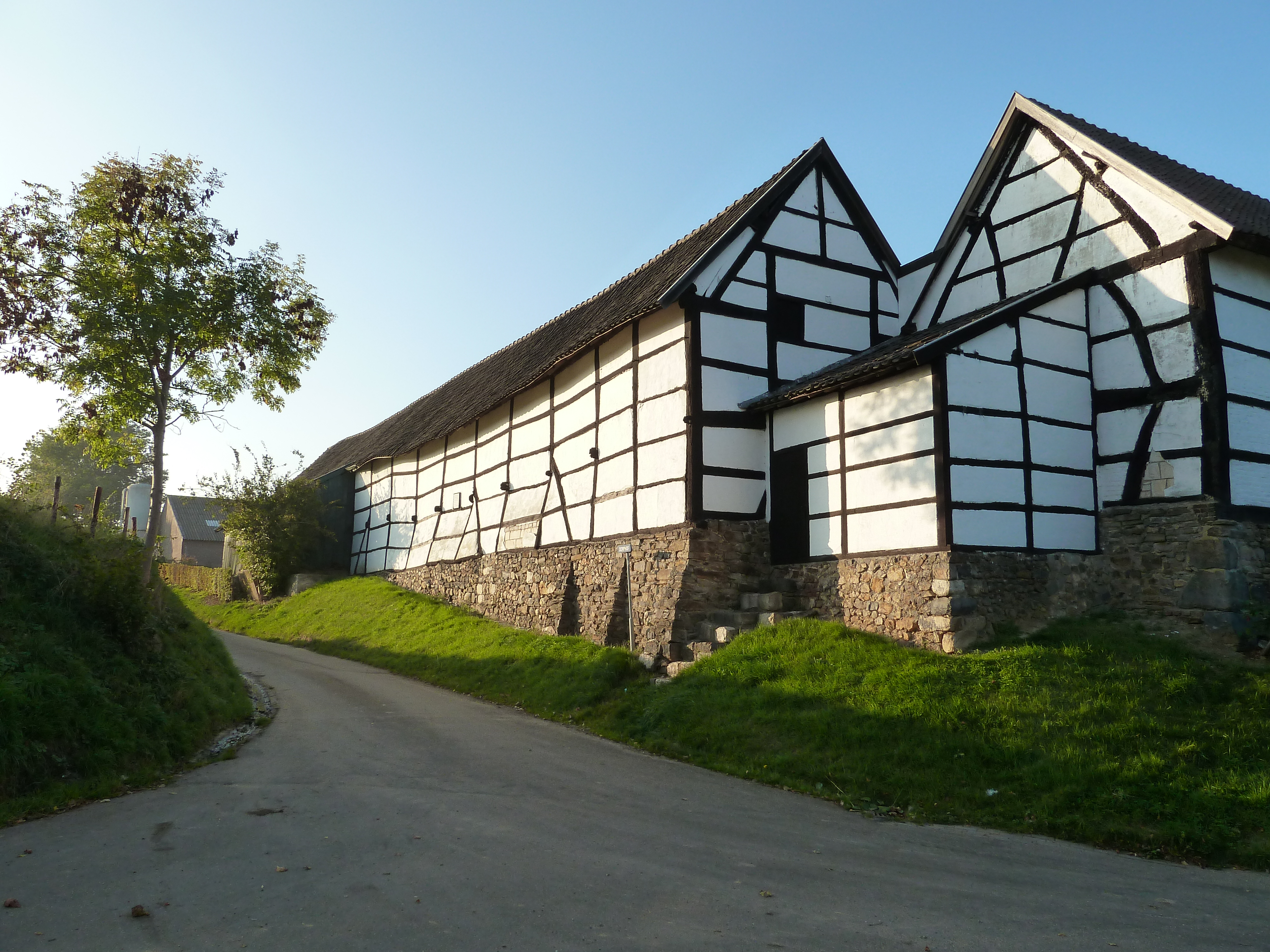
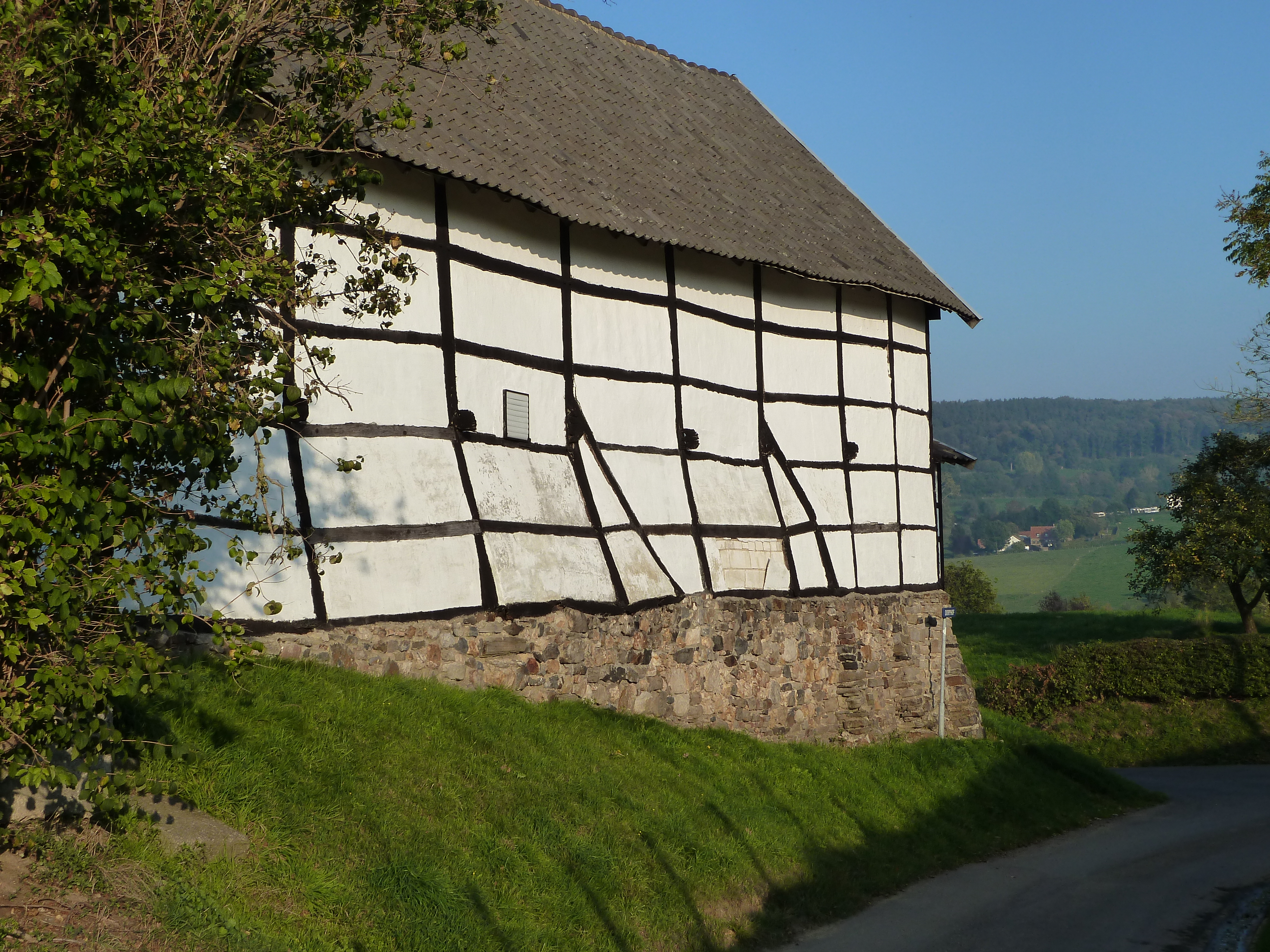
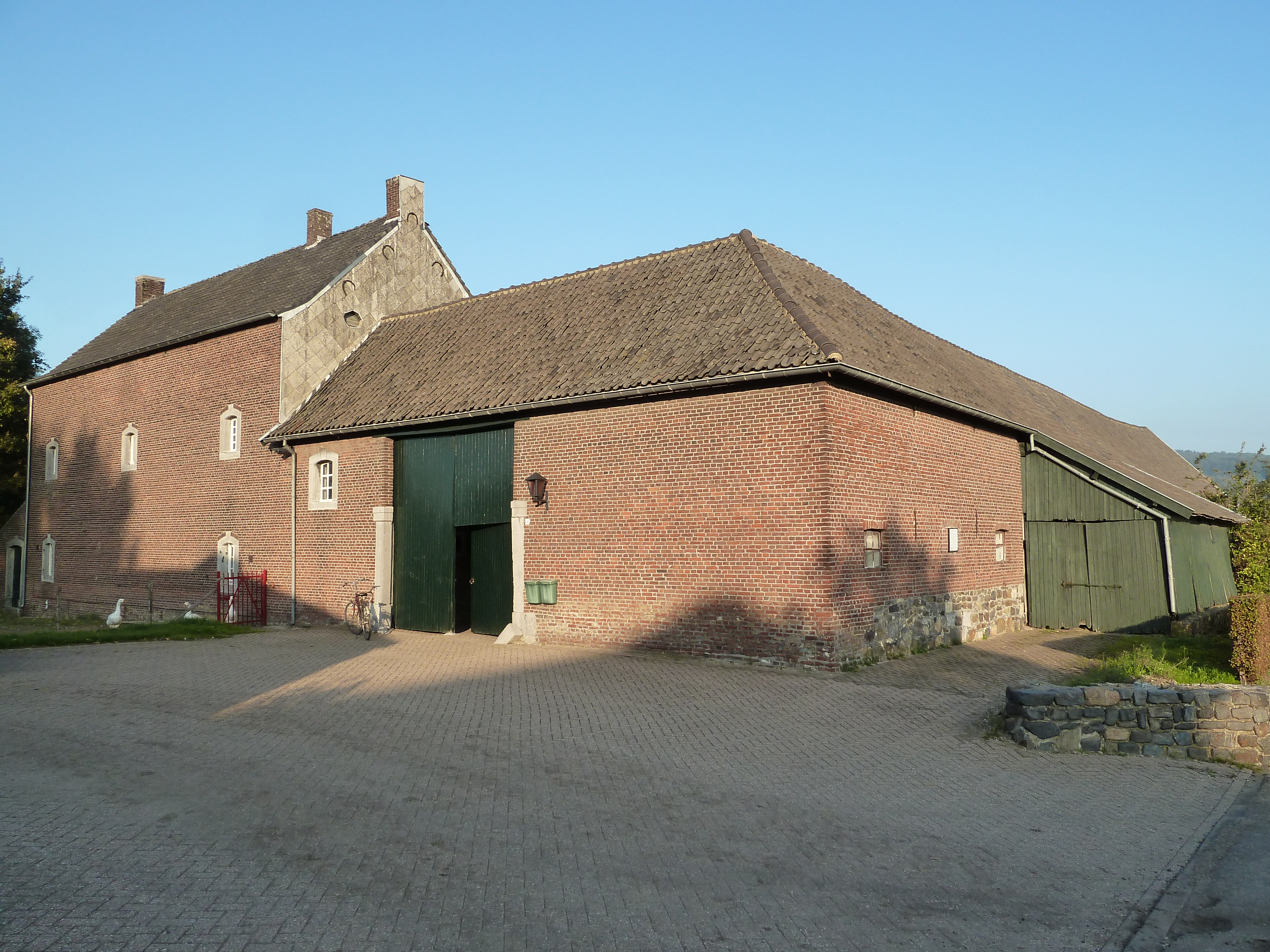
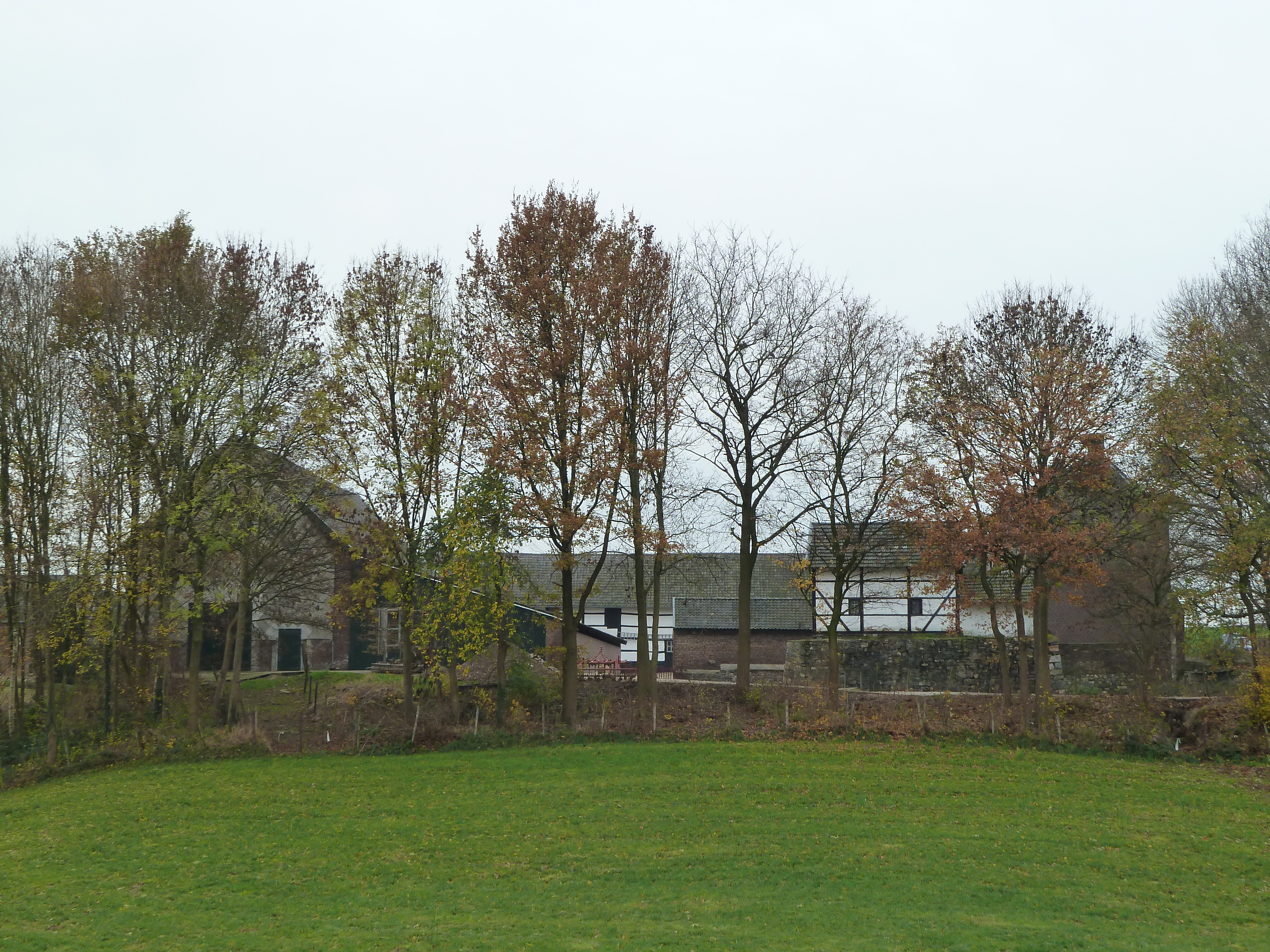
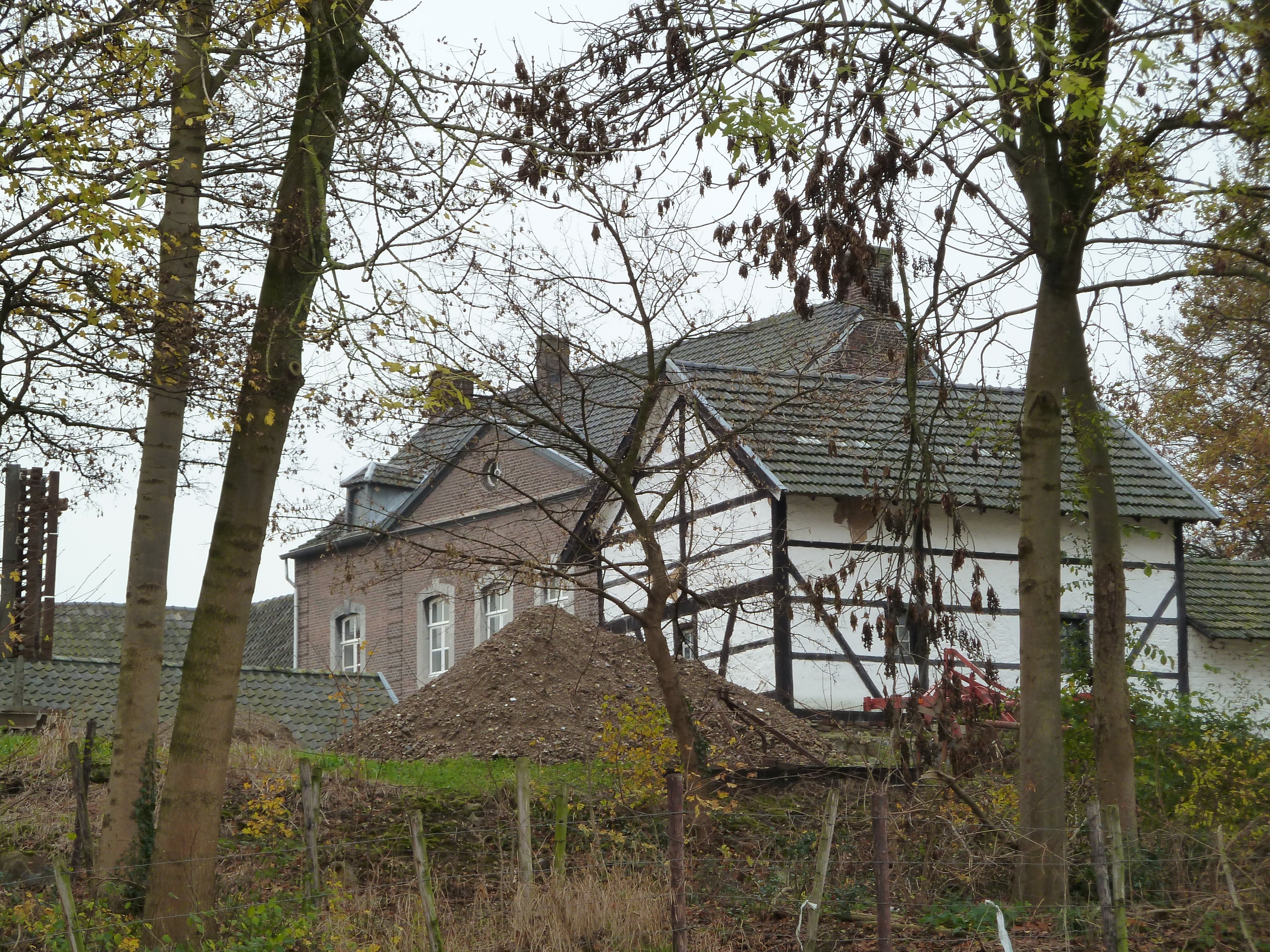

Aerwinkel · Kasteel Afferden · Aldt Huys · Aldenborgh · Kasteel Aldenghoor · Aldenhoven · Alte Burg · Kasteel Amstenrade · Slot Annendael · Kasteel Arcen · Baersdonck · Bakvliet · Baronsberg · Baxhof · Beegden ·  Benzenrade · Kasteel De Berckt · Kasteel Bethlehem · Beusdaelshof · Binsfeld · Huis Blankenberg · Kasteel Bleijenbeek · Blitterswijck · Boerlo · Bolberg · Bollenberg · Kasteel De Bongard · Borggraaf · Kasteel d'Erp · Kasteel Borggraaf · Kasteel Borgharen · Kasteel Born · Huis Bree · Breust · Kasteel Broekhuizen · Broekhuizen · Gracht Burggraaf · Kasteel De Burght · Kasteel Cartils · Cloppenburg (Oost-Maarland) · Kasteel Cortenbach · Huis De Dael · Dammerscheid · Kasteel De Bockenhof · De Donck (Sevenum) · De Donck (Swolgen) · De Dorth ·  Huis ten Dijcken · Kasteel Doenrade · De Doom · Douve · Douvenrade · De Dries · Kasteel Erenstein · Kasteel Eijsden · Eijsden · Einrade · Kasteel Elsloo · Ensenbroek · Eperhuis · Etzenraderhuuske · Exaten · Kasteel Eijckholt · Kasteel Eyckholt · Eys · Gastendonck · Kasteel Genbroek · Gebroken Slot · Kasteel Geijsteren · Kasteel Op Genhoes · Kasteel Genhoes · Genneperhuis · Kasteel Het Geudje · Kasteel Geulle · Kasteel Geusselt · Geijsteren · Gen Heck · Ghoor · Kasteel Goedenraad · Kasteel Grasbroek · Kasteel Groenendaal · Groethof · Groot Paarlo · Kasteel van Gronsveld · De Gun ·Kasteel Haeren · Kasteel Den Halder · Heerlaer · Heeze · Heijen · 's-Herenanstel · Kasteel Hillenraad · Kasteel Hoensbroek · Hoenshuis · Holstrate · Holtmühle · Huize Holtum · Kasteel Horn · De Horst · Huys ter Horst · Ten Hove (Grathem) · Ten Hove (Panningen) · Huis Brias · Huis Darth ·  Kasteel Hurpesch · Kasteel Sint-Jansgeleen · Kasteel Jerusalem · Kasteel Kaldenbroek · Den Kamp · Kasteel Karsveld · Kasteel Keverberg · Klein Paarlo · Klimmender Huuske · De Kolck · Koppelberg · Laar · Landsfort · Kasteel Lemiers · Kasteelruïne Lichtenberg · Kasteel Limbricht · Lonesteyn · Huize Lovendael · Mazenburg · Kasteel van Meerlo · Kasteel Meerssenhoven · Meezenbroek · Kasteel van Mheer · Middelaar · Kasteel Millen · Kasteel Montfort · Movert · Mulrode · De Munt · Château Neercanne · Kasteel Neubourg · Nienghoor · Huis Nierhoven · Kasteel Nieuwenbroeck · Nije Huys · Kasteel Nijenborgh · Kasteel Nijswiller · Nijthuysen · Kasteel Obbicht · Oedenrade · Kasteel Ooijen · Kasteel Oost (Valkenburg) · Kasteel Oost (Oost-Maarland) · Kasteel Ouborg · Overen · Kasteel Passarts-Nieuwenhagen · Prickenis · Prinsenhof · Puth · De Putting · Raath · De Raay · Ravenhof · Kasteel Reijmersbeek · Kasteel van Rijckholt · Kasteel Rivieren · Rodenbroek · Rosendaal · Kasteel Schaesberg · Kasteel Schaloen · Te Scharen · Schenkenburg · Kasteel Scheres · De Spijker (Geijsteren) · De Spijker (Leeuwen) · Huis Severen · Sibberhuuske · Château St. Gerlach · Spraland · Huis De Spyker · Huize Stalberg · Stalberg (Wellerlooi) · De Steeg · Kasteel Stein · Steinhagen · Steenen Huis · Stoel van Swentibold · Strijthagen (Landgraaf) · Strijthagen (Welten) · Struyver · Kasteel Terborgh · Terlinden (Wijnandsrade) · Terveurdt · Ter Weyer · Kasteel Ter Worm · De Tombe · Huis De Torentjes · Triest · Trippaert · Kasteel Vaalsbroek · Kasteel Vaeshartelt · Valkenburg · Vliek · De Vroenhof · Vrijburg · Kasteel Wambach · Warenberg · Well · Weyershof ·  Wijlre · Kasteel Wijnandsrade · Wijnandsrade · Wijnantshof · Wissegracht · Huize Witham · Kasteel Wittem · Wolfrath · Wylre